# Sambo aux Jeux africains de 2023
Les compétitions de sambo des Jeux africains de 2023 se déroulent le 19 mars 2024 à Accra, au Ghana. Le sport fait sa première apparition dans le programme des Jeux africains en tant que sport de démonstration.

## Médaillés
Les médaillés sont les suivants : 

### Sambo hommes
| Épreuves | Or                       | Argent                       | Bronze                     |
| -------- | ------------------------ | ---------------------------- | -------------------------- |
| 58 kg    | Yasser Bouhessoune (MAR) | Mohamed Ebrahim (EGY)        | James Chegwam Timkat (NGA) |
| 58 kg    | Yasser Bouhessoune (MAR) | Mohamed Ebrahim (EGY)        | Seydou Oumar Maiga (MLI)   |
| 79 kg    | Boubker Essoufi (MAR)    | Leonel Ghislain Mballa (CMR) | Abdrahamane Camara (MLI)   |
| 79 kg    | Boubker Essoufi (MAR)    | Leonel Ghislain Mballa (CMR) | Abdelkader Amrouche (ALG)  |

### Sambo de combat hommes
| Épreuves | Or                     | Argent                     | Bronze                             |
| -------- | ---------------------- | -------------------------- | ---------------------------------- |
| 64 kg    | Youssef Faout (MAR)    | Célestin Mbida Zanga (CMR) | Abdoulatifou Laouali Djataou (NGA) |
| 64 kg    | Youssef Faout (MAR)    | Célestin Mbida Zanga (CMR) | Cheikne Camara (MLI)               |
| 79 kg    | Badreddine Diani (MAR) | Ahmed Abdel Baset (EGY)    | Zakaria Ouanouchi (ALG)            |
| 79 kg    | Badreddine Diani (MAR) | Ahmed Abdel Baset (EGY)    | Amadou Magassouba (GUI)            |

### Sambo femmes
| Épreuves | Or                  | Argent                 | Bronze                         |
| -------- | ------------------- | ---------------------- | ------------------------------ |
| 59 kg    | Charity Jatau (NGA) | Wiam Fasla (MAR)       | Kadidiatou Maiga (MLI)         |
| 59 kg    | Charity Jatau (NGA) | Wiam Fasla (MAR)       | Hanna Idi Adam (NGA)           |
| 65 kg    | Sanaa Mandar (MAR)  | Fatima Ogbonyoti (NGA) | Alaa Mahmoud Salah Ragab (EGY) |
| 65 kg    | Sanaa Mandar (MAR)  | Fatima Ogbonyoti (NGA) | Chaimaa Kaddour (ALG)          |

## Tableau des médailles
| Rang  | Nation   | Or | Argent | Bronze | Total |
| ----- | -------- | -- | ------ | ------ | ----- |
| 1     | Maroc    | 5  | 1      | 0      | 6     |
| 2     | Nigeria  | 1  | 1      | 3      | 5     |
| 3     | Égypte   | 0  | 2      | 1      | 3     |
| 4     | Cameroun | 0  | 2      | 0      | 2     |
| 5     | Mali     | 0  | 0      | 4      | 4     |
| 6     | Algérie  | 0  | 0      | 3      | 3     |
| 7     | Guinée   | 0  | 0      | 1      | 1     |
| Total | Total    | 6  | 6      | 12     | 24    |